# Верхние Рудицы
Верхние Рудицы — деревня в Лопухинском сельском поселении Ломоносовского района Ленинградской области.

## История
Деревня являлась вотчиной императора Александра I из которой в 1806—1807 годах были выставлены ратники Императорского батальона милиции.
Согласно 8-й ревизии 1833 года мыза и деревня Верхние Рудицы принадлежали К. К. Сиону.
Деревня Верхняя Рудица упоминается на карте Санкт-Петербургской губернии Ф. Ф. Шуберта 1834 года.

РУДИЦЫ — мыза и деревня принадлежат коллежскому советнику Оде-Десиову, число жителей по ревизии: 31 м. п., 33 ж. п.
 
РУДИЦЫ — деревня принадлежит государю великому князю Михаилу Павловичу, число жителей по ревизии: 25 м. п., 23 ж. п. (1838 год)

В пояснительном тексте к этнографической карте Санкт-Петербургской губернии П. И. Кёппена 1849 года она записана как деревня Ruditz (Рудицы) и указано количество её жителей на 1848 год: ижоры — 27 м. п., 27 ж. п., всего 54 человека, которые относились к православному Медушскому Троицкому приходу
Согласно карте профессора С. С. Куторги 1852 года деревня называлась Верхняя Рудица.

РУДИЦЫ — деревня Ораниенбаумского дворцового правления, по просёлочной дороге, число дворов — 7, число душ — 26 м. п.
 
РУДИЦЫ — деревня княгини Вадбольской, по просёлочной дороге, число дворов — 7, число душ — 16 м. п. (1856 год)

Согласно 10-й ревизии 1856 года мыза и деревня Верхние Рудицы принадлежали помещице Екатерине Николаевне Гофштетер.

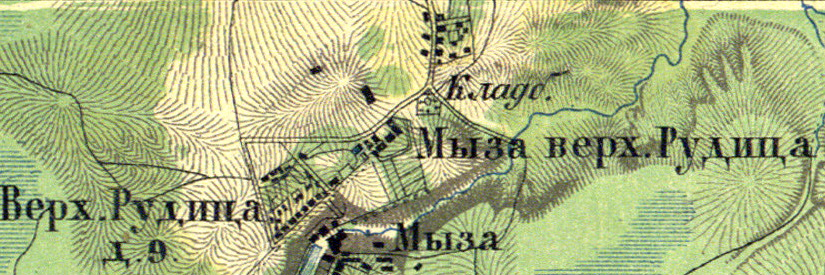
План деревни Верхние Рудицы. 1860 год

Согласно «Топографической карте частей Санкт-Петербургской и Выборгской губерний» в 1860 году деревня Верхняя Рудица насчитывала 9 крестьянских дворов, а расположенная смежно с ней деревня Рудица — 10.

РУДИЦЫ ВЕРХНИЕ — мыза владельческая при ключах, число дворов — 1, число жителей: 1 м. п., 3 ж. п.

РУДИЦЫ ВЕРХНИЕ — деревня владельческая при ключах, число дворов — 9, число жителей: 21 м. п., 38 ж. п.

РУДИЦЫ — деревня владельческая при ключах, число дворов — 10, число жителей: 33 м. п., 34 ж. п. (1862 год)

В 1867—1868 годах временнообязанные крестьяне деревни выкупили свои земельные наделы у Е. Н. Гофштетер и стали собственниками земли.
В 1885 году, согласно карте окрестностей Петербурга, деревня насчитывала 9 дворов.
Сборник же Центрального статистического комитета описывал её так:

РУДИЦЫ — деревня бывшая удельная при реке Лапухинке, дворов — 15, жителей — 68; лавка. (1885 год)

Согласно материалам по статистике народного хозяйства Петергофского уезда 1887 года мыза Верхние Рудицы площадью 597 десятин принадлежала почётному гражданину Э. Л. Брунсу, она была приобретена в 1874 году за 16 000 рублей. Пруд с форелями, мельницу и право охоты хозяин сдавал в аренду. Мыза Рудицы площадью 4614 десятин принадлежала наследникам надворного советника Н. М. Орлова, она была приобретена до 1868 года. Кроме того, имение при селении Рудицы площадью 375 десятин принадлежало потомственному почётному гражданину Н. А. Закревскому, оно было приобретено в 1877 году за 4000 рублей.
В конце XIX века деревня административно относилась к Медушской волости 2-го стана Петергофского уезда Санкт-Петербургской губернии, в начале XX века — 3-го стана.
По данным «Памятной книжки Санкт-Петербургской губернии» за 1905 год мызы Рудицы Верхние и Долгая Нива общей площадью 585 десятин принадлежали коллежскому асессору Эдуарду Леонтьевичу Брунсу.
К 1913 году количество дворов в деревне увеличилось до 12.
С 1917 по 1923 год деревня входила в состав Лопухинского сельсовета Медушской волости Петергофского уезда.
С 1923 года в составе Троцкого уезда.
С 1924 года в составе Нижнего сельсовета.
Согласно данным переписи населения СССР 1926 года в деревне Верхние Рудицы проживали 42 человека — большинство русские, а также эстонцы.
С февраля 1927 года в составе Гостилицкой волости. С августа 1927 года в составе Ораниенбаумского района.
В 1928 году население деревни Верхние Рудицы также составляло 42 человека.

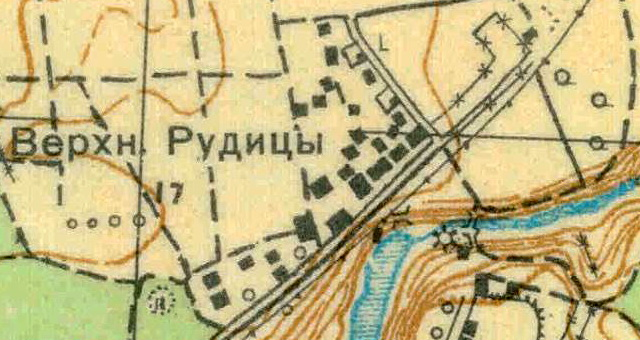
План деревни Верхние Рудицы. 1930 год

Согласно топографической карте 1930 года деревня насчитывала 17 дворов, в деревне находилась водяная мельница.
По данным 1933 года деревня Верхние Рудицы входила в состав Нижнего сельсовета Ораниенбаумского района.
С 1934 года в составе Центрального сельсовета.
С 1 августа 1941 года по 31 декабря 1943 года деревня находилась в оккупации.
С 1960 года в составе Лопухинского сельсовета.
С 1963 года в составе Гатчинского района.
С 1965 года вновь в составе Ломоносовского района. В 1965 году население деревни Верхние Рудицы составляло 250 человек.
По данным 1966, 1973 и 1990 годов деревня Верхние Рудицы также входила в состав Лопухинского сельсовета.
В 1997 году в деревне Верхние Рудицы Лопухинской волости проживали 86 человек, в 2002 году — 68 человек (русские — 90 %), в 2007 году — 67.

## География
Деревня расположена в юго-западной части района на автодороге 41К-008 (Петродворец — Криково), смежно и к северу от административного центра поселения, деревни Лопухинка.
Расстояние до административного центра поселения — 1 км.
Расстояние до ближайшей железнодорожной станции Копорье — 30 км.
Деревня находится на левом берегу реки Лопухинка

## Демография
| 1862 | 2002 | 2007 | 2010 | 2017 |
| ---- | ---- | ---- | ---- | ---- |
| 120  | ↘68  | ↘67  | ↗73  | ↘69  |

## Фото

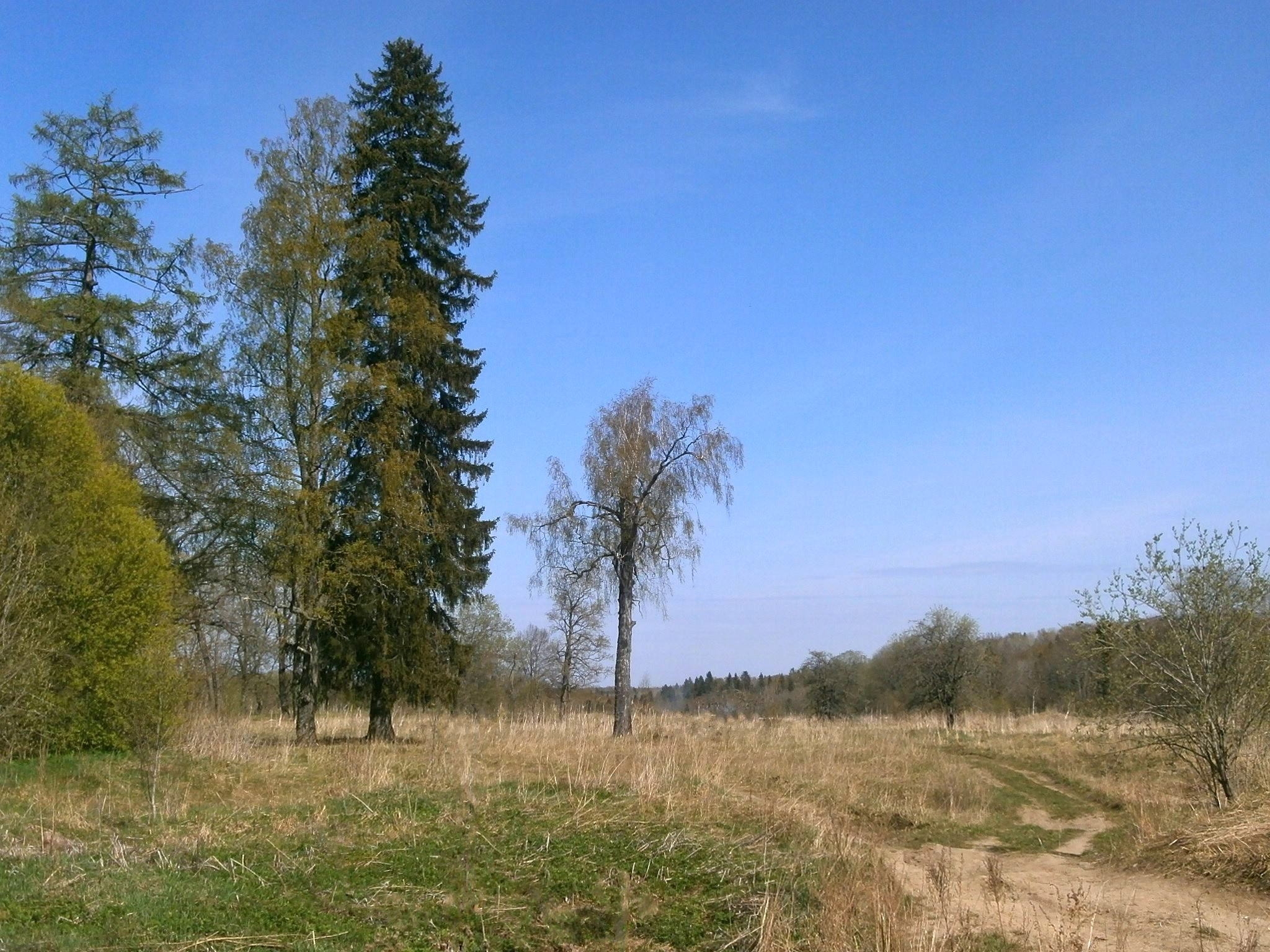
На окраине парка усадьбы Верхняя Рудица

## Улицы
Лесная, Полевая, Рабочая, Центральная.